# Dalekowschodni Związek Wojskowych
Dalekowschodni Związek Wojskowych (ros. Дальневосточный союз военных) – emigracyjna organizacja wojskowa działająca przy Głównym Biurze do spraw Emigrantów Rosyjskich w Mandżurii w II poł. lat 30. i I poł. lat 40.
Związek powstał w sierpniu 1935 r. Od 1938 r. na jego czele stał gen. Władimir A. Kislicyn, przewodniczący jednocześnie Głównemu Biuru do spraw Emigrantów Rosyjskich w Mandżurii (BREM). Związek faktycznie stał się wojskowym oddziałem BREM. Grupował różne organizacje białych emigrantów rosyjskich i kozackich, jak Związek Kozaków na Dalekim Wschodzie, Rosyjska Partia Faszystowska, czy Związek Muszkieterów Księcia Nikity Aleksandrowicza. Zapewniał Japończykom pełną kontrolę nad tymi organizacjami. W 1939 r. Związek liczył ok. 11,5 tys. członków. Krótko po utworzeniu przywódcy Związku – z polecenia wywiadu japońskiego – rozpoczęli formowanie formacji zbrojnych, przewidzianych do planowanego ataku na ZSRR. Utworzono tzw. Brygadę Asano, a następnie tzw. Oddział Pieszkowski. Ich żołnierze prowadzili działania dywersyjno-rozpoznawcze w przygranicznym obszarze ZSRR. W 1943 r. na bazie Brygady Asano powstały Rosyjskie Oddziały Wojskowe Armii Mandżukuo, składające się z jednostek piechoty, kawalerii i pomocniczych, a także szkoły wojskowej. Wchodziły one w skład Armii Kwantuńskiej. Ponadto – przy wsparciu Związku – sformowany został Zachingański Korpus Kozacki w składzie pięciu pułków kawalerii kozackiej, dwóch dywizjonów artylerii i samodzielnej sotni kawalerii.